# Ібак
Ібак (тат. Айбәк хан, Ибәк, скорочено від Ібрагім, ?—1495) — тюменський хан (1464—1495) з династії Шибанідів.
Після занепаду Золотої Орди у середині XV ст. за владу у її східних околицях (Ак-Орді) почалась запекла боротьба між представниками різних гілок Чингізидів — Шибанідами та Тайбугінідами. Зрештою перемогу зумів одержати представник Шибандів Ібак, вбивши Тайбугінідського хана Мара.
З 1480 року разом з братом Мамуком намагався вести боротьбу за владу в усій Золотій Орді. 1481 року за підтримки ногайських мурз Муси та Ямгурчі здійснив похід в низов'я Дону, де розгромив хана Великої Орди, Ахмата. Більша увага хана Тюмені призвела до послаблення влади на північними володіннями — Кондою, Пелимом, Кодою, які вже у 1483 році визнали владу Московської держави. Це призвело до подальшої переорієнтації фінно-угорських князьків з Тюмені на Москву. До 1485 року владу великого князівства Московського визнало Пелимське князівство та кодські ханти, що призвело до втрати Тюменського ханства джерела доходів від хутра.
У 1492 році разом з братом та ногайцями ходив на Пониззя Волги де безуспішно намагався здобути Астрахань. На початку 1493 року вернувся в Чингі-Туру (Тюмень) звідки пробував встановити дипломатичні стосунки з Москвою.
Загинув ймовірно внаслідок змови очолюваної Мухаммедом Тайбугою у 1495 році. Внуком Ібака був останній правитель Сибірського ханства, Кучум, при якому останнє було завойоване московськими загонами Єрмака.